# 사직대제
사직대제(社稷大祭)는 조선시대 행해진 땅과 곡식의 신에게 드리는 국가적인 제사를 뜻한다. 2000년 10월 19일 대한민국의 중요무형문화재 제111호로 지정되었다.

## 개요
사(社)는 땅의 신, 직(稷)은 곡식의 신을 의미한다. 예로부터 나라를 세우면 먼저 조상에게 제사를 지내고 이와 함께 땅과 곡식의 신에게 백성이 편안하게 살 수 있도록 풍요를 기원하는 사직제를 올렸다.
사직제사는 조선시대의 국가 제사 체계에서 종묘, 영녕전 제사와 함께 대사로 분류되었고 대사 중에서도 서열이 가장 앞서는, 조선의 국가 제사중에서 가장 격이 높은 대상으로 중시되었다
삼국시대부터 행해진 사직에 대한 제사는 자연에 감사하는 우리 조상들의 마음을 엿볼 수 있다. 조선의 태조는 나라를 세우면서 궁궐과 함께 종묘, 사직단(사적 제121호)을 마련하여 경복궁의 동쪽에는 종묘를, 서쪽에는 사직단을 설치하고, 각 지방에도 사직단을 세워 백성의 편안함과 풍년을 기원하였다.
사직단은 북쪽에 신위를 모시고 동서로 사단(社壇)과 직단(稷壇)을 배치하였다. 제사는 보통 2월과 8월에 지내고, 나라의 큰일이나 가뭄이 있을 때에는 기우제를 지내기도 하였다. 제사를 지내는 절차나 격식은 때에 따라 조금씩 달라져 왔으나 점차 중국의 방식을 모방하는 단계에서 벗어나 우리 고유의 예를 갖추게 되었다. 오늘날 행해지는 제사의식은 소·돼지·양의 생고기를 비롯한 각종 곡식을 마련하고, 전폐·영신례·초헌례·아헌례·종헌례·음복례 및 망예의 순서로 진행된다.
사직제에 사용되는 음악, 무용, 음식, 의복, 의기(儀器) 등을 비롯하여 제사를 행하는 우리 고유의 제사절차 등은 전통문화를 이해하는데 도움이 된다.
사직대제는 고종 31년(1894)에 이르러 신관제(新官制)로 바뀌었고, 순종 2년(1908) 일본의 강압에 의해 폐해졌다. 이후 1988년 10월 종묘제례의 보유자였던 故이은표의 고증을 통해 복원하여 봉행되어 왔다. 현재 전주이씨대동종약원내에 있는 사직대제봉행위원회에서 사직대제를 보존·계승하고 있다.

## 같이 보기
- 이건웅 (사직대제 제의집전 기능보유자)
- 사직단 (사적 제121호)

## 참고 자료
- 사직대제 - 국가유산청 국가유산포털